# Pedaliodes exanima
Pedaliodes exanima är en fjärilsart som beskrevs av Nicolas Grigorevich Erschoff 1874. Pedaliodes exanima ingår i släktet Pedaliodes och familjen praktfjärilar. Inga underarter finns listade i Catalogue of Life.